# Dayton (Iowa)
Dayton és una població dels Estats Units a l'estat d'Iowa. Segons el cens del 2000 tenia 884 habitants.

## Demografia
Segons el cens del 2000, Dayton tenia 884 habitants, 354 habitatges, i 235 famílies. La densitat de població era de 411,2 habitants per km².
Dels 354 habitatges en un 29,9% hi vivien nens de menys de 18 anys, en un 53,4% hi vivien parelles casades, en un 9,3% dones solteres, i en un 33,6% no eren unitats familiars. En el 30,2% dels habitatges hi vivien persones soles el 15,5% de les quals corresponia a persones de 65 anys o més que vivien soles. El nombre mitjà de persones vivint en cada habitatge era de 2,38 i el nombre mitjà de persones que vivien en cada família era de 2,91.
Per edats la població es repartia de la següent manera: un 24,8% tenia menys de 18 anys, un 7,6% entre 18 i 24, un 24,2% entre 25 i 44, un 18,1% de 45 a 60 i un 25,3% 65 anys o més.
L'edat mediana era de 40 anys. Per cada 100 dones de 18 o més anys hi havia 87,3 homes.
La renda mediana per habitatge era de 33.864 $ i la renda mediana per família de 38.698 $. Els homes tenien una renda mediana de 30.952 $ mentre que les dones 20.208 $. La renda per capita de la població era de 15.714 $. Entorn del 13,9% de les famílies i l'11,5% de la població estaven per davall del llindar de pobresa.

## Poblacions properes
El següent diagrama mostra les poblacions més properes.